# Reserva nacional Los Bellotos del Melado
La reserva nacional Bellotos del Melado
, es una reserva chilena ubicada en la provincia de Linares, Región del Maule. Creada en 1995 por la CONAF, con una superficie de 717 hectáreas.

## Historia
Creada por el Decreto Supremo N°18, de 1995 del Ministerio de Agricultura. declarada ese mismo año como Monumento Natural
La CONAF trabaja en la conservación del Belloto del Sur y se la Reserva Nacional Los Bellotos del Melado se convirtió en la primera reserva que tenía esta especie.
En julio del 2016, se incorporaron un total de 300 hectáreas según el Decreto Supremo N°46. La incorporación tiene como objetivo cumplir con el compromiso del Ministerio de Obras Públicas.

## Flora y fauna

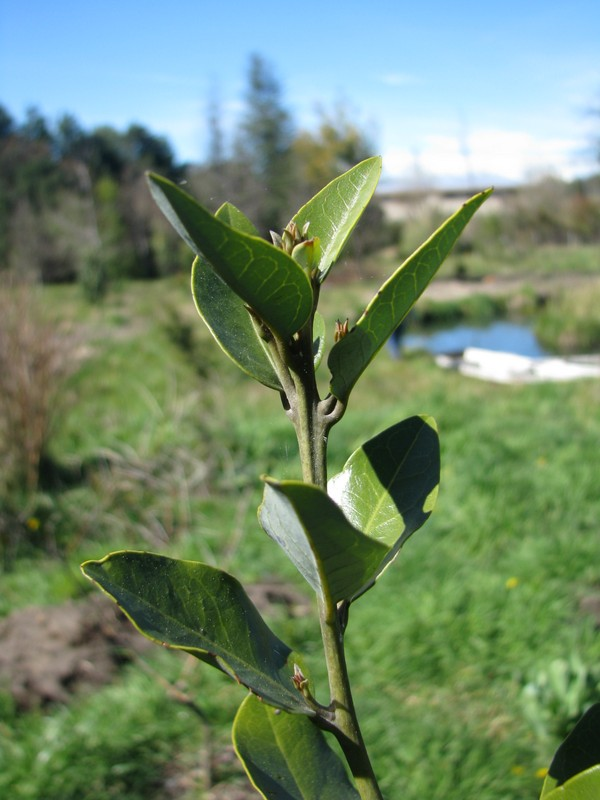
Belloto del sur

La Reserva Nacional Bellotos del Melado fue creada para la protección y conservación de la flora y fauna única de la zona siendo el Belloto del Sur, la especie destacada de la reserva, además de otras especies con problemas de conservación. 
La reserva se aprecia un clima tipo templado cálido con estaciones seca en el verano, además debido a la altitud en que se encuentra el sector nororiente se aprecia algunas características de clima de montaña con nevadas en invierno.
La reserva conserva y protege los recursos naturales existentes en la zona precordillerana, los cuales están expuestos a la susceptibilidad de sufrir degradación. La reserva logra conservar estas especies.

### Flora
En la flora sobresale la presencia del Belloto del Sur, al ser la razón del nombre de la reserva, además se encuentran el roble chileno, coigüe, ciprés de la cordillera, peumo, litre, quillay, avellano, raulí, roble maulino o hualo, laurel, canelo, huillipatagua, arrayán, lingue, maitén, maqui, boldo, radal, radal enano, copihue, chilco y arrayán macho.

### Fauna
En esta área se encuentra varias especies de aves, siendo las que tienen más representación en la zona, siendo el pitio, carpintero negro, viudita, fío fío, cata, tiuque, chercán, loro tricahue, águila, halcón peregrino, la loica y el chuncho.

## Ubicación

Bandera de la VII Región del Maule, Chile.

Está ubicada en la precordillera de las comunas de Linares y Colbún, atraviesa el río Melado.

### Vías de acceso

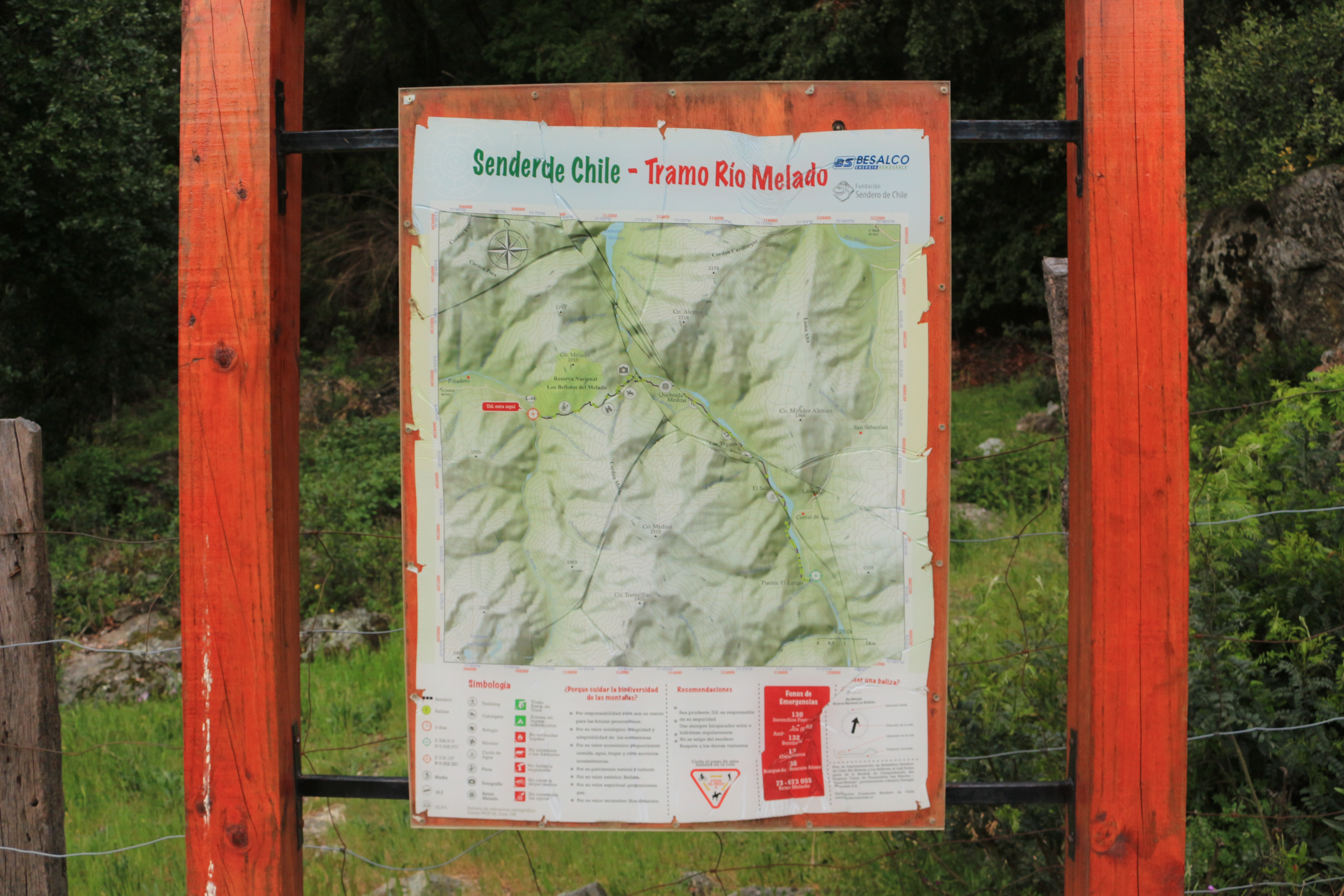
Mapa Trekking Reserva Nacional Los Bellotos

Se acceso desde Linares, contando con dos rutas.
La primera, se realiza desde el empalme desde la carretera 5 sur, unos kilómetros después de Talca, en el sector de Bobadilla. Para acceder hacia la reserva, se debe tomar el camino que conduce a Quinamávida o la ciudad de Linares. Se debe acceder a la localidad de Rabones y Roblería.
El otro acceso, es desde Linares llegando hasta el embalse Ancoa. Este camino tiene aproximadamente 40 km de distancia a Linares.

## Visitantes
Esta reserva recibe una gran cantidad de visitantes chilenos y extranjeros cada año.
| Año         | 2010 | 2011 | 2012 | 2013 | 2014  | 2015  | 2016 | 2017 | 2018 | 2019 | 2020 | 2021 | 2022 |
| ----------- | ---- | ---- | ---- | ---- | ----- | ----- | ---- | ---- | ---- | ---- | ---- | ---- | ---- |
| chilenos    | 283  | 285  | 336  | 360  | 1.053 | 1.148 | 815  | 636  | 809  | 835  | 979  | 796  | 425  |
| extranjeros | 0    | 0    | 0    | 0    | 8     | 0     | 1    | 1    | 9    | 0    | 0    | 0    | 0    |
| Total       | 283  | 285  | 336  | 360  | 1.061 | 1.148 | 816  | 637  | 818  | 835  | 979  | 796  | 425  |